# Olavi Honka

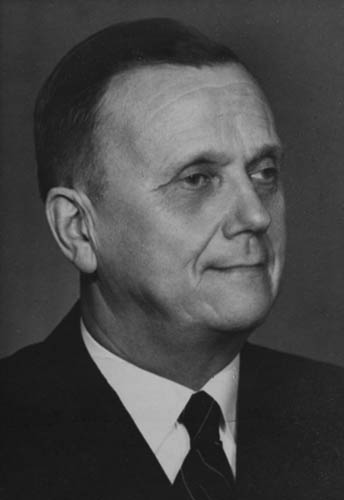
Olavi Honka år 1954.

Olavi  Uno Viktor Honka, ursprungligen Bremer, född 7 april 1894 i Åbo, död 29 april 1988 i Helsingfors, var en finländsk jurist och ämbetsman. Han är framför allt känd som Finlands justitiekansler och som oppositionens presidentkandidat mot Urho Kekkonen i presidentvalet 1962. Detta bidrog till notkrisen, eftersom Sovjetunionen betraktade Honka som ett hot mot Finlands neutralitet.
Han är begravd på Sandudds begravningsplats i Helsingfors.